# 大名塚古墳
大名塚古墳（おおなづかこふん、大名塚1号墳）は、三重県津市安濃町草生にある古墳。形状は円墳。大名塚古墳群（四反田古墳群）を構成する古墳の1つ。津市指定史跡に指定されている。

## 概要
三重県中部、経ヶ峰東麓の小独立丘陵上に築造された古墳である。周辺では北側に2号墳（現存）、北西に3号墳（消滅）が分布する。1903年（明治36年）に所有者らによる発掘がなされている。
墳形は円形で、直径23メートル・高さ4メートルを測る。墳丘表面で葺石・埴輪は認められていない。埋葬施設は両袖式の横穴式石室で、南西方向に開口する。石室全長8.95メートルを測り、津市内ひいては中勢地域では最大規模の石室になる。石室内からは明治期の発掘で多数の副葬品が出土しているが、現在ではその多くが散逸している。築造時期は古墳時代後期の6世紀後半頃と推定され、6世紀末頃の追葬が認められる。
古墳域は1998年（平成10年）に旧安濃町指定史跡（現在は津市指定史跡）に指定されている。

## 遺跡歴
- 1903年（明治36年）、所有者らによる発掘。副葬品多数の出土[1]。
- 1962年（昭和37年）、墳丘・石室の測量調査（三重大学歴史研究会）[4]。
- 1998年（平成10年）4月1日、安濃町指定史跡に指定（現在は津市指定史跡）[3]。

## 埋葬施設

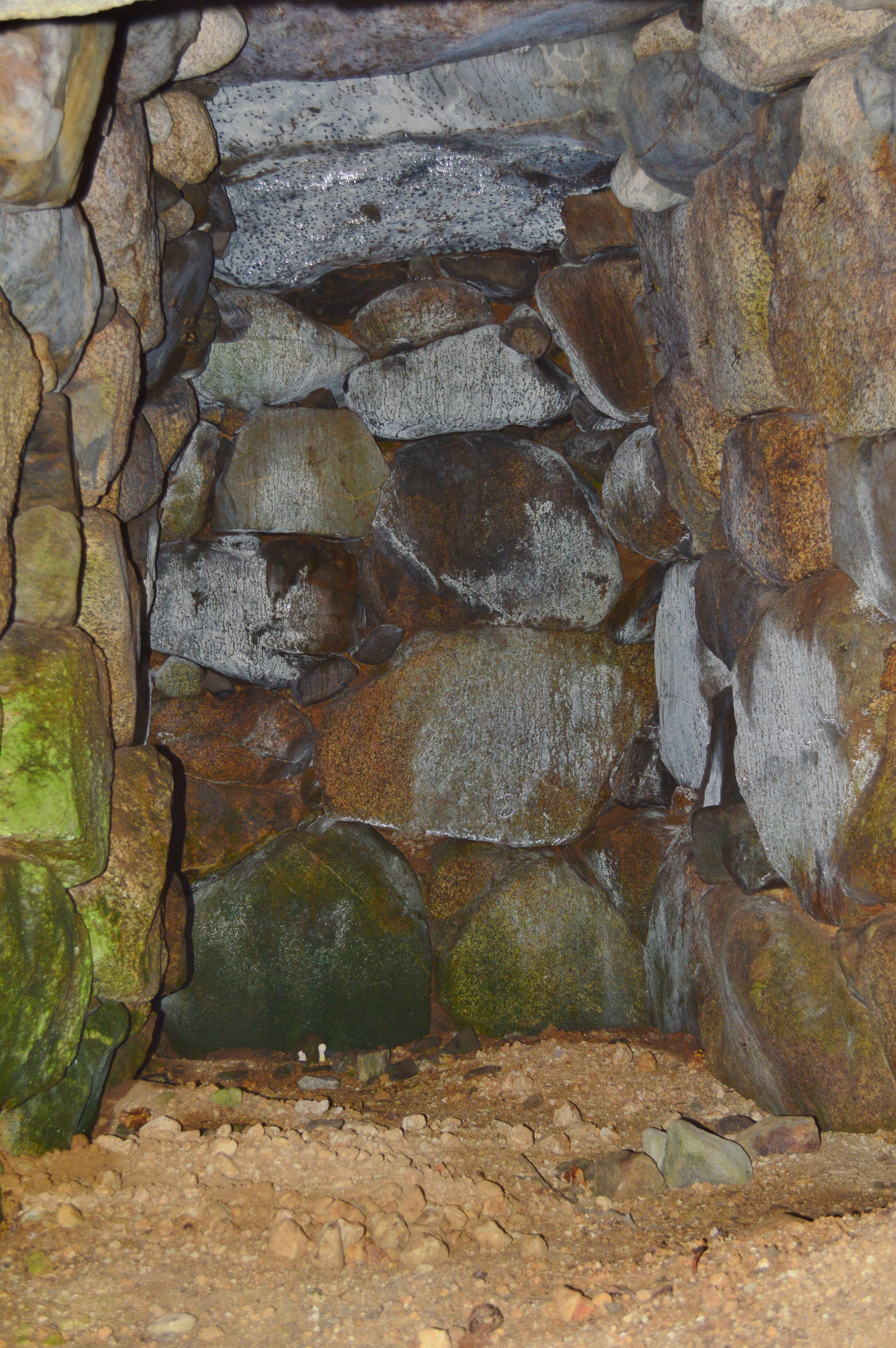
石室 玄室

埋葬施設としては両袖式横穴式石室が構築されており、南西方向に開口する。石室の規模は次の通り。
- 石室全長：8.95メートル
- 玄室：長さ4.55メートル、幅1.9メートル、高さ2.9メートル
- 羨道：長さ4.2メートル、幅1.2-1.4メートル、高さ1.7メートル

石室の石材は、付近で産出する黒雲母片麻岩・黒雲母花崗岩である。石室の一部が崩壊しているため、本来の石室全長は若干伸びると推測される。羨道は開口部に向かって若干広がる形態をとる。
石室内からは、明治期の発掘時に鏡2・剣形石製品・玉類・刀・須恵器が出土したというが、現在では須恵器の一部を残す以外は散逸している。須恵器には坏・高坏・提瓶・平瓶・甕などが認められ、これらの様相から6世紀後半頃に1人目の初葬が、6世紀末頃に2人目の追葬が想定される。

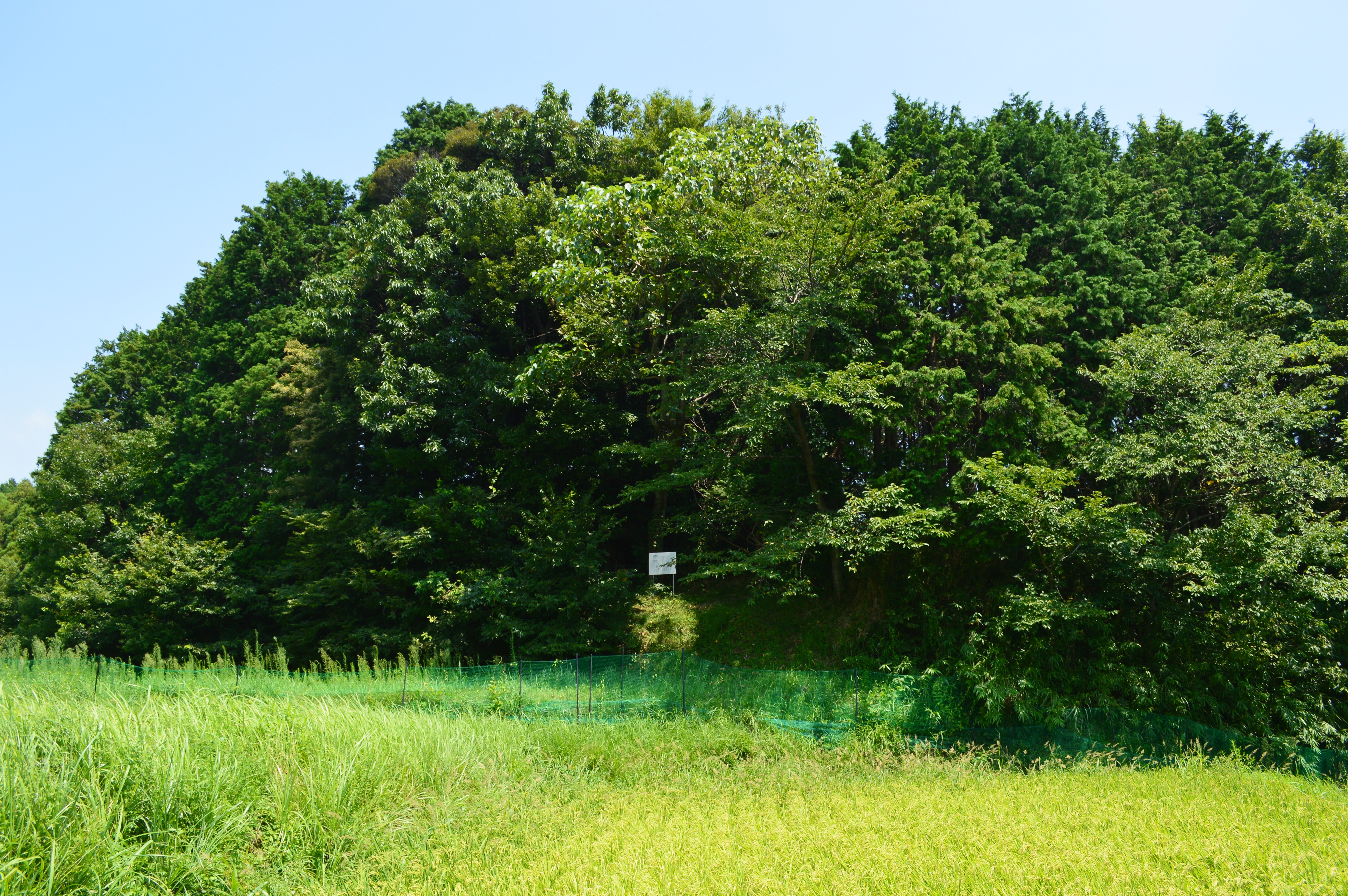
墳丘遠景
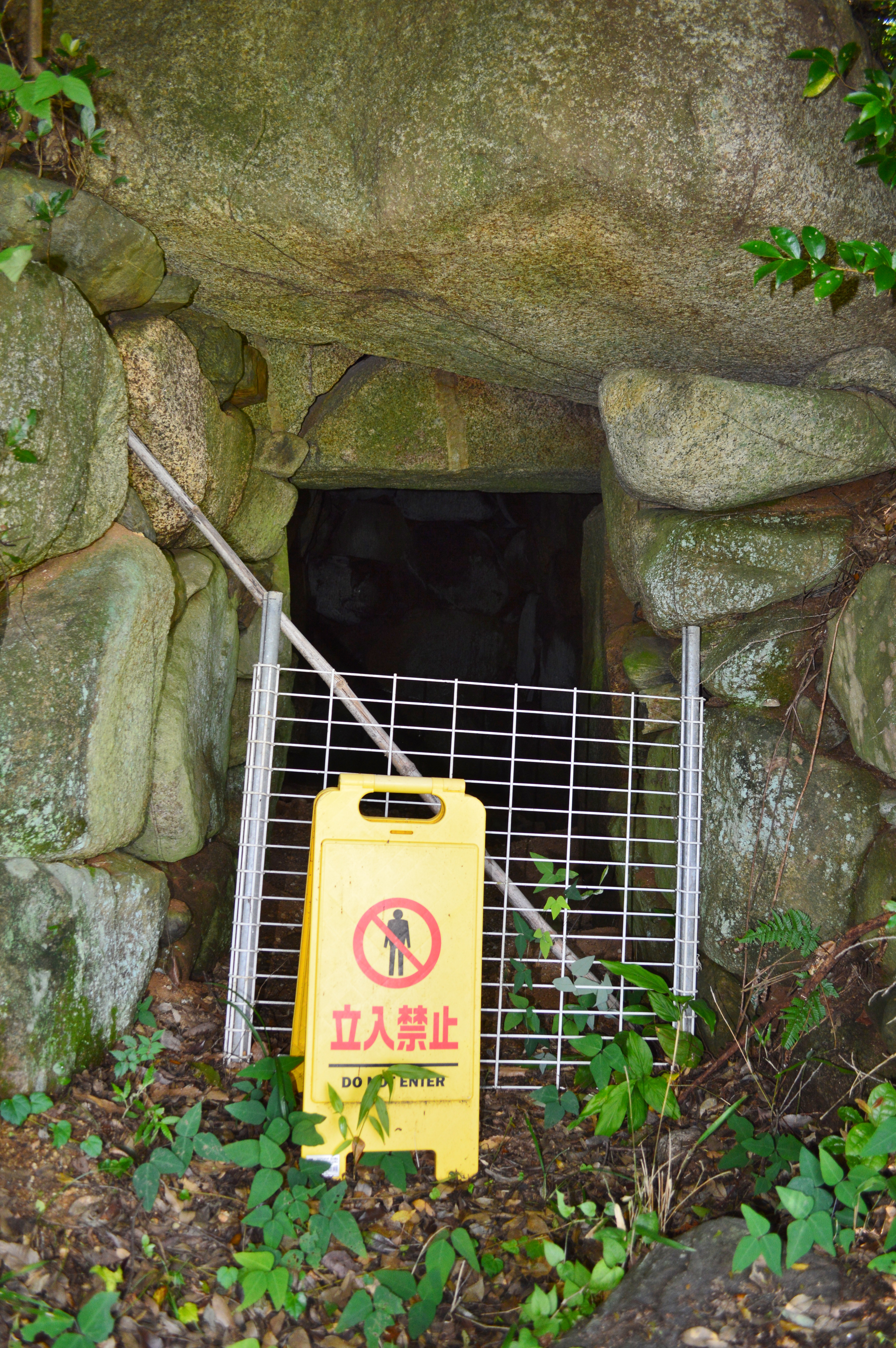
羨道（玄室方向）

## 文化財

### 津市指定文化財
- 史跡
  - 大名塚古墳 - 1998年（平成10年）4月1日指定[3]。